# Li Yanxi
Li Yanxi, född den 26 juni 1984, är en kinesisk friidrottare som tävlar i tresteg. 
Lis genombrott kom när han blev silvermedaljör vid junior-VM 2002 då han hoppade 16,66 meter. Som senior deltog han vid Olympiska sommarspelen 2004 men tog sig inte vidare till finalen. Däremot var han i final på hemmaplan vid Olympiska sommarspelen 2008 där han slutade tia efter att ha hoppat 16,77 meter.

## Personliga rekord
- Tresteg - 17,30 meter